# Plaza de toros de Azpeitia
La plaza de toros de Azpeitia es un inmueble histórico de la ciudad de Azpeitia (Guipúzcoa) España. Donde se celebran corridas de toros y también otros espectáculos públicos.
La plaza de toros está catalogada como plaza de tercera categoría. La plaza cuenta con un ruedo de 36 metros de diámetro y que cuenta actualmente con 4000 localidades.
El coso, situado en la Calle Ibaider Cale, fue inaugurado el 31 de julio de 1903, con una corrida de toros de la ganadería de Cecilia Montoya, en la que actuien solitario Eduardo Leal "El Llaverito" en sustitución de  Castor Jaureguibeitia.

## Historia

### Antecedentes
Los primeros acontecimientos taurinos que albergó la localidad de Azpeitia datan del siglo XVI aunque no es hasta 1885 el año en el que los festejos se comenzaron a celebrar en una plaza de toros anterior a la actual, la cual contaba aproximadamente con 2.300 localidades y era una plaza octagonal.

### Inauguración
La Plaza se inauguró el 31 de julio de 1903, tras un año en obras, se hizo con motivos de la festividad de San Ignacio lidiando Eduardo Leal "El Llaverito" en solitario una corrida de Cecilia Montoya.

### Construcción
En 1992 se inicia la construcción de la actual plaza de toros la cual se realizó por el arquitecto Domingo de Ezeiza, que presentó un proyecto con un aforo inicial de 3500 localidades y con un valor de 19.000 pesetas.

## Características
La Plaza de toros actualmente cuenta con un aforo de 4000 localidades y un ruedo de 36 metros de diámetro, enfermería, capilla, corrales, chiqueros, etc.

## Hitos
Antes de la creación de la plaza de toros, el 2 de agosto de 1846 el banderillero José Ventura de Laca sufrió una cornada mortal  y desde entonces tras la muerte del tercer toro la banda de música interpreta Zortziko fúnebre en honor al banderillero.

## Feria taurina
La feria principal de feria Azpeitia es la feria de San Ignacio la cual se lleva realizando desde 1609, se realiza alrededor del 31 de julio y mantiene un carácter torista, también se realizan alguna novillada por primavera.
Junto a la feria taurina también se realizan unos encierros y suelta de vaquilla.